# La confessione (Lev Tolstoj)
La confessione o più semplicemente Confessione (in russo Исповедь?, Ispoved') è un trattato autobiografico di Lev Tolstoj di contenuto religioso.
Distribuita per la prima volta in Russia nel 1882, l'opera venne subito sequestrata per il suo contenuto ritenuto blasfemo. Venne pertanto pubblicata per la prima volta a stampa a Ginevra nel 1884.
Nella Confessione Tolstoj respinge il misticismo, negando il valore dei sacramenti («Il maggior nemico del vero cristianesimo è la chiesa organizzata») e dell'ortodossia cristiana («Sono stato battezzato e educato nella fede cristiana ortodossa. Me la insegnarono fino dall'infanzia e durante tutto il periodo della adolescenza e della prima giovinezza. Ma quando, a diciotto anni, abbandonai l'università al secondo corso, io non credevo ormai più a nulla di quello che mi avevano insegnato.»)

## Contenuto
Il libro è una breve storia autobiografica della lotta dell'autore con una crisi esistenziale di mezza età. Descrive la sua ricerca della risposta alla domanda filosofica ultima: "Se Dio non esiste, poiché la morte è inevitabile, qual è il significato della vita?". Senza questa risposta, per lui, la vita era diventata "impossibile".
La storia inizia con la favola orientale del drago nel pozzo. Un uomo è inseguito da una bestia in un pozzo, in fondo al quale c'è un drago. L'uomo si aggrappa a un ramo che viene rosicchiato da due topi (uno nero, uno bianco, che rappresentano la notte e il giorno e l'inesorabile marcia del tempo). L'uomo è in grado di leccare due gocce di miele (che rappresentano l'amore di Tolstoj per la sua famiglia e la sua scrittura), ma poiché la morte è inevitabile, non trova più il miele dolce.
Tolstoj prosegue descrivendo quattro possibili atteggiamenti nei confronti di questo dilemma. Il primo è l'ignoranza. Se si è ignari del fatto che la morte si avvicina, la vita diventa sopportabile. Il problema con questo per lui è personalmente che egli è non è ignorante. Essendo diventato consapevole della realtà della morte, non si può tornare indietro. La seconda possibilità è ciò che Tolstoj descrive come epicureismo. Essendo pienamente consapevole che la vita è effimera, ci si può godere il tempo che si ha. Il problema di Tolstoj con questo è essenzialmente morale. Afferma che l'epicureismo può funzionare bene e bene per la minoranza che può permettersi di vivere "la bella vita", ma si dovrebbe essere moralmente vuoti per poter ignorare il fatto che la stragrande maggioranza delle persone non ha accesso alla ricchezza necessaria per vivere questo tipo di vita.
Tolstoj afferma poi che la risposta intellettualmente più onesta alla situazione sarebbe il suicidio. Di fronte all'inevitabilità della morte e supponendo che Dio non esista, perché aspettare? Perché fingere che questa valle di lacrime significhi qualcosa quando si può semplicemente andare al sodo? Per se stesso, tuttavia, Tolstoj scrive di essere "troppo codardo" per seguire questa risposta più "logicamente coerente". Infine, Tolstoj dice che la quarta opzione, quella che sta prendendo, è quella di resistere; vivendo “nonostante l'assurdità ”, perché non è disposto “o in grado” di fare nient'altro. Quindi sembra "completamente senza speranza" - almeno "senza Dio".
Così Tolstoj si rivolge alla questione dell'esistenza di Dio: dopo aver disperato i suoi tentativi di trovare risposte in argomenti filosofici classici per l'esistenza di Dio (ad esempio l'Argomento Cosmologico , quali ragioni per cui Dio deve esistere in base alla necessità di attribuire una causa originale al universo), Tolstoj si rivolge a un'affermazione più mistica e intuitiva della presenza di Dio. Afferma che non appena ha detto "Dio è Vita", la vita è stata nuovamente soffusa di significato. Questa fede potrebbe essere interpretata come un salto kierkegaardiano , ma in realtà Tolstoj sembra descrivere un approccio più orientale a ciò che Dio è. L'identificazione di Dio con la vita suggerisce una metafisica più monistica (o panenteistica) caratteristica delle religioni orientali, ed è per questo che gli argomenti razionali alla fine non riescono a stabilire l'esistenza di Dio. Lo indica il titolo originale di Tolstoj per quest'opera, e la sua personale "conversione" è suggerita da un epilogo che descrive un sogno fatto qualche tempo dopo aver completato il corpo del testo, confermando di aver subito una radicale trasformazione personale e spirituale.

## Edizioni
- Lev Tolstoj, La confessione, a cura di Gianlorenzo Pacini, Milano, SE, 2000, ISBN 88-7710-465-1.
- Lev Tolstoj, La confessione, edizione freebook Liber Liber.